# ویلمار (آرکانزاس)
ویلمار (آرکانزاس) (به انگلیسی: Wilmar, Arkansas) یک شهر در ایالات متحده آمریکا با جمعیت ۵۷۱ نفر است که در آرکانزاس واقع شده‌است.

## موقعیت جغرافیایی
موقعیت جغرافیایی شهرها و مناطق اطراف به شرح زیر است: